# Aïkawa
Aïkawa (auch: Aïkaoua, Aykawa) ist ein Dorf in der Landgemeinde Gazaoua in Niger.

## Geographie
Das von einem traditionellen Ortsvorsteher (chef traditionnel) geleitete Dorf befindet sich rund 28 Kilometer südöstlich des Hauptorts Gazaoua der gleichnamigen Landgemeinde und des gleichnamigen Departements Gazaoua, das zur Region Maradi gehört. Zu den Siedlungen in der näheren Umgebung von Aïkawa zählen Birnin Guéza im Nordwesten, Gabaouri im Nordosten, Hawandawaki im Südosten, Romaza im Süden und Gollom im Südwesten.
Die Siedlung ist Teil der Übergangszone zwischen Sahel und Sudan. Die durchschnittliche jährliche Niederschlagsmenge beträgt hier zwischen 400 und 500 mm. Die Landschaft bei Aïkawa ist durch Böschungen aus gelblichen Böden geprägt.

## Geschichte
Aïkawa war der Sitz eines kleinen Kantons, der 1924 aufgelöst und dem Kanton von Gangara angeschlossen wurde.

## Bevölkerung
Bei der Volkszählung 2012 hatte Aïkawa 1314 Einwohner, die in 220 Haushalten lebten. Bei der Volkszählung 2001 betrug die Einwohnerzahl 919 in 127 Haushalten und bei der Volkszählung 1988 belief sich die Einwohnerzahl auf 725 in 156 Haushalten.
Die Bevölkerungsdichte in diesem Gebiet ist für nigrische Verhältnisse hoch. In Aïkawa wird die Sprache Hausa gesprochen.

## Wirtschaft und Infrastruktur
Das Gebiet der Ebenen im südlichen Teil der Region Maradi, in dem Aïkawa liegt, ist von einer anhaltenden Degradation der ackerbaulichen Flächen gekennzeichnet, die mit der hohen Bevölkerungsdichte in Zusammenhang steht. Im Dorf ist ein Gesundheitszentrum des Typs Centre de Santé Intégré (CSI) vorhanden. Der CEG Aïkawa ist eine Schule der Sekundarstufe des Typs Collège d’Enseignement Général.